# Kiskinizs
Kiskinizs là một thị trấn thuộc hạt Borsod-Abaúj-Zemplén, Hungary. Thị trấn này có diện tích 7,18 km², dân số năm 2010 là 338 người, mật độ 47 người/km².